# Ruta 905 (Costa Rica)
La Ruta 905, oficialmente Ruta Nacional Terciaria 905, es una ruta nacional de Costa Rica ubicada en la provincia de Guanacaste.

## Descripción
En la provincia de Guanacaste, la ruta atraviesa el cantón de Nicoya (los distritos de Nicoya, Mansión, San Antonio).